# Marklowice (gemeente)
De gemeente Marklowice is een landgemeente in het Poolse woiwodschap Silezië, in powiat Wodzisławski.
De zetel van de gemeente is in Marklowice.
Op 30 juni 2004 telde de gemeente 5057 inwoners.

## Oppervlakte gegevens
In 2002 bedroeg de totale oppervlakte van gemeente Marklowice 13,76 km², waarvan:
- agrarisch gebied: 77%
- bossen: 7%

De gemeente beslaat 4,8% van de totale oppervlakte van de powiat.

## Demografie
Stand op 30 juni 2004:
| Omschrijving                   | Totaal | Totaal | Vrouwen | Vrouwen | Mannen | Mannen |
| ------------------------------ | ------ | ------ | ------- | ------- | ------ | ------ |
| eenheid                        | aantal | %      | aantal  | %       | aantal | %      |
| inwoners                       | 5057   | 100    | 2589    | 51,2    | 2468   | 48,8   |
| bevolkingsdichtheid (inw./km²) | 367,5  | 367,5  | 188,2   | 188,2   | 179,4  | 179,4  |

In 2002 bedroeg het gemiddelde inkomen per inwoner 2864,72 zł.

## Aangrenzende gemeenten
Mszana, Radlin, Rybnik, Świerklany, Wodzisław Śląski